# California State University, Long Beach Men's Volleyball
La California State University, Long Beach Men's Volleyball è la squadra di pallavolo maschile appartenente alla California State University, Long Beach, con sede a Long Beach (California): milita nella Big West Conference della NCAA Division I.

## Palmarès
- NCAA Division I: 4

1991, 2018, 2019, 2025

## Record
| Piazzamento          |    | Edizione                                                           |
| -------------------- | -- | ------------------------------------------------------------------ |
| Tornei NCAA          | 15 | Vincitrice: 4 1991, 2018, 2019, 2025                               |
| Tornei NCAA          | 15 | Finale: 7 1970, 1973, 1990, 1999, 2004, 2022, 2024                 |
| Tornei NCAA          | 15 | Semifinali: 4 2008, 2016, 2017, 2023                               |
| Titoli di conference | 6  | Southern California Intercollegiate Volleyball Association: 1 1973 |
| Titoli di conference | 6  | Western Intercollegiate Volleyball Association: 2 1990, 1992       |
| Titoli di conference | 6  | Mountain Pacific Sports Federation: 1 2017                         |
| Titoli di conference | 6  | Big West Conference: 2 2018, 2024                                  |

## Conference
- Southern California Intercollegiate Volleyball Association: 1970-1978
- California Intercollegiate Volleyball Association: 1979-1985
- Western Intercollegiate Volleyball Association: 1986-1992
- Mountain Pacific Sports Federation: 1993-2017
- Big West Conference: 2018-

## National Player of the Year
- Brent Hilliard (1992)
- Paul Lotman (2008)
- Taylor Crabb (2013)
- Torey DeFalco (2017, 2019)
- Joshua Tuaniga (2018)
- Aleksandăr Nikolov (2022)
- Simeon Nikolov (2025)

## National Newcomer of the Year
- Tyler Hildebrand (2003)
- Torey DeFalco (2016)
- Aleksandăr Nikolov (2022)
- Simeon Nikolov (2025)

## National Coach of the Year
- Ray Ratelle (1991)
- Alan Knipe (2004, 2017, 2018)

## All-American

### First Team
- Brent Hilliard (1991, 1992)
- Brent Winslow (1991)
- Alan Knipe (1992)
- Thomas Hoff (1995, 1996)
- Martin Wagner (1996)
- Gaby Amar (1997, 1998)
- Matt Prosser (2000)
- David McKienzie (2000, 2001)
- Tyler Hildebrand (2004, 2005, 2006)
- David Lee (2004)
- Scott Touzinsky (2004)
- Robert Tarr (2005, 2006)
- Dan Alexander (2008)
- Paul Lotman (2008)
- Dean Bittner (2009)
- Taylor Crabb (2013, 2014)
- Torey DeFalco (2016, 2017, 2018, 2019)
- Amir Lugo-Rodriguez (2017)
- Andrew Sato (2017)
- Joshua Tuaniga (2017, 2018, 2019)
- Kyle Ensing (2018, 2019)
- Mason Briggs (2022, 2023, 2024)
- Aleksandăr Nikolov (2022)
- Sōtīrīs Siapanīs (2024)
- Simon Torwie (2024)
- Simeon Nikolov (2025)
- Skyler Varga (2025)

### Second Team
- Alan Knipe (1991)
- Matt Lyles (1992)
- Jason Stimpfig (1992)
- Brent Hilliard (1993)
- Neil Mendel (1996)
- Chris Seiffert (1998, 1999, 2000)
- David McKienzie (1999)
- Matt Prosser (1999)
- Jim Polster (2001)
- Duncan Budinger (2006)
- Dean Bittner (2008, 2010)
- Dustin Watten (2009)
- Antwain Aguillard (2011)
- Connor Olbright (2013)
- Taylor Gregory (2016)
- Joshua Tuaniga (2016)
- Kyle Ensing (2017)
- Nicholas Amado (2018, 2019)
- Mason Briggs (2020)
- Clarke Godbold (2022, 2023)
- Spencer Olivier (2023)
- Sōtīrīs Siapanīs (2023)
- Simon Torwie (2023)
- Aidan Knipe (2024)
- DiAeris McRaven (2025)

## Allenatori
- Randy Sandefur: 1970-1974
- Miles Pabst: 1975-1976
- Dick Montgomery: 1977-1980
- Don Paris: 1981
- Ray Ratelle: 1982-2000
- Alan Knipe: 2001-2009
- Andy Read: 2010-2012
- Alan Knipe: 2013-